# Episcada sulphurea
Episcada sulphurea är en fjärilsart som beskrevs av Richard Haensch 1905. Episcada sulphurea ingår i släktet Episcada och familjen praktfjärilar. Inga underarter finns listade i Catalogue of Life.